# 木村利太郎
木村 利太郎（きむら りたろう/としたろう、1860年（万延元年） - 1914年（大正3年）6月24日）は実業家。岡山県出身。

## 略歴
- 1888年、倉敷紡績を設立。